# Hannes Rabensteiner
Hannes Rabensteiner (geboren am 5. August 1984 in Brixen) ist ein Südtiroler Politiker.

## Leben
Rabensteiner wuchs in Villanders auf, wo er nach dem Besuch der Pflichtschulen einen Gesellenabschluss zum Zimmerer erhielt und sich anschließend zum Maurer weiterbildete. Rabensteiners politische Tätigkeit begann mit der Gemeinderatswahl 2010 in Villanders, mit der parteiunabhängigen Liste (freie Liste). 2015 kandidierte er erfolglos als Bürgermeisterkandidat der Südtiroler Volkspartei. In der Folge war er von 2010 bis 2015 Mitglied des Gemeinderates. 
Rabensteiner war von 2008 bis 2023 Schützenhauptmann der Schützenkompanie Anton von Gasteiger Villanders, in welcher er heute noch aktives Mitglied ist. 2012 wurde unter seiner Leitung eine CD mit Volksliedern unter dem Titel "Mut zur Treue" veröffentlicht. 2017 lancierte er als Schützenhauptmann eine Unterschriftenaktion, die sich gegen die Aufnahme von Flüchtlingen in seiner Heimatgemeinde Villanders wendete.
Bei den Landtagswahlen 2023 kandidierte er für die Süd-Tiroler Freiheit. Mit 4.624 Vorzugsstimmen konnte er sich als Drittgewählter seiner Liste ein Mandat für den Südtiroler Landtag und damit gleichzeitig den Regionalrat Trentino-Südtirol sichern.

## Privates
Rabensteiner ist wohnhaft in Villanders sowie selbstständiger Handwerker und Zimmerer. Er ist dreifacher Vater.